# Blue Star Ferries
La Blue Star Ferries è una compagnia di navigazione fondata con l'attuale denominazione agli inizi dell'anno 2000, infatti essa deriva dalla Strintzis Lines dell'omonima famiglia, fondata a Līxouri nel 1965.

## Flotta
| Nave              | Immagine | Bandiera          | Anno di costruzione | Entrata in servizio | Stazza (t.s.l.) | Lunghezza (m) | Larghezza (m) | Capacità passeggeri | Capacità veicoli | Velocità | Note |
| ----------------- | -------- | ----------------- | ------------------- | ------------------- | --------------- | ------------- | ------------- | ------------------- | ---------------- | -------- | ---- |
| Blue Star 1       |          | Grecia (bandiera) | 2000                | 2000                | 29.415          | 176,1         | 25,7          | 1.890               | 780              | 28       |      |
| Blue Star 2       |          | Grecia (bandiera) | 2000                | 2000                | 29.415          | 176,1         | 25,7          | 1.854               | 780              | 28       |      |
| Blue Star Paros   |          | Grecia (bandiera) | 2002                | 2002                | 10.438          | 124           | 19            | 1.474               | 240              | 24       |      |
| Blue Star Naxos   |          | Grecia (bandiera) | 2002                | 2002                | 10.438          | 124           | 19            | 1.474               | 418              | 24       |      |
| Diagoras          |          | Grecia (bandiera) | 1990                | 2006                | 9.834           | 141,5         | 23            | 1.462               | 274              | 21,1     |      |
| Blue Star Delos   |          | Grecia (bandiera) | 2011                | 2011                | 17.550          | 145           | 24            | 2.400               | 430              | 25,5     |      |
| Blue Star Patmos  |          | Grecia (bandiera) | 2012                | 2012                | 17.550          | 145           | 24            | 2.400               | 430              | 25,5     |      |
| Blue Carrier 1    |          | Grecia (bandiera) | 2000                | 2019                | 13.073          | 142,4         | 23            | 12                  | 120              | 17,5     |      |
| Blue Carrier 2    |          | Grecia (bandiera) | 1997                | 2023                | 23.986          | 162           | 26            | 0                   | ?                | 17       |      |
| Blue Star Myconos |          | Grecia (bandiera) | 2005                | 2020                | 14.717          | 141           | 21            | 1.915               | 418              | 25.5     |      |
| Blue Star Chios   |          | Grecia (bandiera) | 2007                | 2020                | 13.955          | 141           | 21            | 1.915               | 418              | 25.5     |      |

## Flotta del passato[1]
| Traghetto           | Anni di servizio | Note                                                |
| ------------------- | ---------------- | --------------------------------------------------- |
| Blue Galaxy         | 2000-2001        | Demolita a febbraio 2011 ad Alang (India)           |
| Blue Island         | 2000-2001        | Demolita a luglio 2010 ad Alang (India)             |
| Blue Sky            | 2000-2004        | Demolita a febbraio 2020 ad Aliağa (Turchia)        |
| Blue Bridge         | 2000-2004        | Demolita a giugno 2021 ad Alang (India)             |
| Kefalonia           | 2000-2004        | Attuale Kefalonia di Levante Ferries                |
| Seajet 1            | 2000-2004        | Attuale Super Jet della SeaJets                     |
| Seajet 2            | 2000-2006        | Attuale Super Jet 2 della SeaJets                   |
| Blue Star Ithaki    | 2000-2014        | Attuale Fundy Rose della compagnia Bay Ferries      |
| Blue Aegean         | 2001-2002        | Demolita a gennaio 2022 a Chittagong (Bangladesh)   |
| Fast Ferries Andros | 2017-2018        | Noleggiato dalla compagnia Fast Ferries             |
| Blue Horizon        | 2000-2023        | Attuale Lefka Ori della compagnia Superfast Ferries |
| Blue Galaxy         | 2015-2024        | Attuale Kissamos della compagnia Anek Lines         |

## Rotte
Pireo - Isola di Creta
- Il Pireo - Candia
- Il Pireo - La Canea

Pireo - Cicladi
- Il Pireo - Siro - Tino - Mykonos
- Il Pireo - Siro - Paro - Nasso - Io - Santorini
- Amorgo - Heraklia - Schoinoussa - Koufonissia - Donoussa - Stampalia

Pireo - Dodecaneso
- Il Pireo - Santorini - Samo - Coo - Simi - Rodi
- Il Pireo - Siro - Amorgo - Patmo - Lero - Calimno - Coo - Rodi
- Il Pireo - Icaria - Furni - Patmo - Lisso - Lero - Calimno - Coo - Nisiro - Piscopi - Simi - Rodi - Scarpanto - Caso - Castelrosso

Pireo - Nord Egeo
- Il Pireo - Mykonos - Patmo - Icaria - Furni - Samo - Chio - Lesbo - Lemno - Kavala